# Jezioro Łasińskie
Jezioro Łasińskie, Jezioro Zamkowe (niem. Lessensee, Schlose See) – jezioro rynnowe w Polsce, położone w województwie kujawsko-pomorskim, w powiecie grudziądzkim, w gminie Łasin, na obszarze Pojezierza Łasińskiego.

## Charakterystyka
Jezioro jest połączone z jeziorem Małym. Na jeziorze znajdują się trzy wyspy. Poprzez rzekę Łasinkę jezioro ma połączenie z rzeką Osą. Jezioro administracyjnie leży w granicach miasta Łasina. Jezioro "przecina" most drogowy łączący Łasin z Jakubkowem. 
W źródłach historycznych jezioro po raz pierwszy wymieniane jest w 1293 roku jako Iaccum Lessin. Na jednej z wysp jeziora łasińskiego odnaleziono glinianą figurkę kobiety z okresu ok. 2300-1800 lat p.n.e.

## Turystyka
Nad Jeziorem Łasińskim znajduje się Ośrodek Wypoczynkowo-Szkoleniowy „Casus”.